# Nils Jetzel
Nils Alfred Vilhelm Jetzel, född den 23 januari 1895 i Stockholm, död där den 27 april 1955, var en svensk militär.
Jetzel blev fänrik vid fortifikationen 1917, underlöjtnant 1920 och löjtnant 1921. Han blev kapten vid fortifikationen 1932 och övergick som sådan vid dess delning 1937 till signaltrupperna, där han blev major 1941. Jetzel var chef för Signalregementets kompani i Skövde 1944–1948. Han befordrades till överstelöjtnant sistnämnda år och övergick som sådan till signaltruppernas reserv. Jetzel blev riddare av Svärdsorden 1938. Han vilar på Norra begravningsplatsen i Stockholm.